# Karlheinz Mozin
Karlheinz „Kalla“ Mozin (* 27. September 1934; † 11. Februar 2011) war ein deutscher Fußballspieler. Er spielte auf der Position eines Verteidigers.

## Laufbahn

### Spieler
Mozin wechselte 1955 von TuS Essen-West zu Schwarz-Weiß Essen.
Mit den Schwarz-Weißen pendelte er von 1955 bis 1963 zwischen der Oberliga West und der 2. Liga West. Nachdem Schwarz-Weiß Essen nicht für die Bundesliga berücksichtigt worden war, spielte er bis 1967 mit der Mannschaft vom Uhlenkrug in der Regionalliga West.
Größter Erfolg seiner Laufbahn war der Gewinn des DFB-Pokals 1959 mit 5:2 gegen Borussia Neunkirchen. Auf dem Weg ins Finale mussten die Essener beim Nordmeister Hamburger SV u. a. mit Uwe Seeler und Charly Dörfel antreten, der bis dahin dreieinhalb Jahre ohne Heimniederlage war. Die Essener gewannen sensationell mit 2:1 nach Verlängerung. In der 116. Minute zog sich Torhüter Hermann Merchel eine Kopfverletzung zu, so dass der rechte Verteidiger Mozin die verbleibende Spielzeit zwischen den Pfosten stand.
1967 erreichte er mit Schwarz-Weiß die Aufstiegsrunde zur Bundesliga, in der die Essener knapp an Borussia Neunkirchen, dem Endspielgegner des DFB-Pokalfinales von 1959 scheiterten.

### Trainer
Nach seiner aktiven Laufbahn als Spieler kehrte Mozin zu seinem Stammverein TuS Essen-West zurück, den er in der Landesliga trainierte. 1972 schaffte er als Co-Trainer mit dem 1. FC Styrum den Aufstieg in die zweitklassige Regionalliga West. Zu Beginn der Saison 1972/73 wurde Mozin zum Cheftrainer ernannt. Nachdem sich die Mannschaft geschlossen gegen eine weitere Zusammenarbeit mit ihm ausgesprochen hatte, wurde Mozin kurz nach Beginn der Rückrunde entlassen.
Weitere Trainerstationen waren Westfalia Herne, 1976 die SpVgg Erkenschwick und der VfB Speldorf.

## Ehrungen
Von 2011 bis 2015 veranstaltete die Nachwuchsabteilung des ETB Schwarz-Weiß Essen das Jugendturnier Kalla Mozin Cup.

## Erfolge
- 1 × DFB-Pokalsieger: 1959